# Eleutherodactylus coqui
Eleutherodactylus coqui é uma espécie de rã endêmica de Porto Rico pertencente à família dos eleuterodactilídeos (Eleutherodactylidae). Seu nome faz referência ao chamado alto que os machos fazem à noite. Este som serve a dois propósitos. "CO" serve para repelir outros machos e estabelecer território enquanto o "KEE" serve para atrair fêmeas. Foi descrito como espécie nova à ciência por Richard Thomas em 1966.

## Descrição

### Aparência
Eleutherodactylus coqui machos adultos medem, do focinho à cloaca, de 30 a 37 milímetros, com média de 34 milímetros, enquanto as fêmeas adultas medem de 36 a 52 milímetros, com média de 41 milímetros. A localização do sapo também afeta o tamanho, por exemplo, quanto maior a elevação, maior os espécimes. As diferenças de tamanho entre os sexos são resultado do consumo de energia adicional relacionado ao comportamento reprodutivo dos machos. E. coqui são marrom-lama em coloração mosqueada no topo com flancos castanho-ferrugem e barriga cinza-clara. Como pererecas, possuem almofadas adesivas nas pontas dos dedos dos pés que os ajudam a aderir a superfícies úmidas ou escorregadias.

### Comportamento
Eleutherodactylus coqui são noturnos e seu comportamento é influenciado pelo ambiente circundante, especificamente pelos níveis de umidade. Quando os níveis de umidade aumentam à noite, emergem e começam a subir para suas casas no dossel. À medida que esses níveis de umidade diminuem, voltam para níveis mais baixos, onde a umidade é mais alta. As populações mais jovens vivem no sub-bosque nas folhas durante os períodos mais secos. As folhas são particularmente comuns nessa população porque fornecem proteção contra invasores. À medida que crescem até a idade adulta, viajam até o dossel e iniciam o processo mencionado acima.

## Habitat

### Disrupção nativa

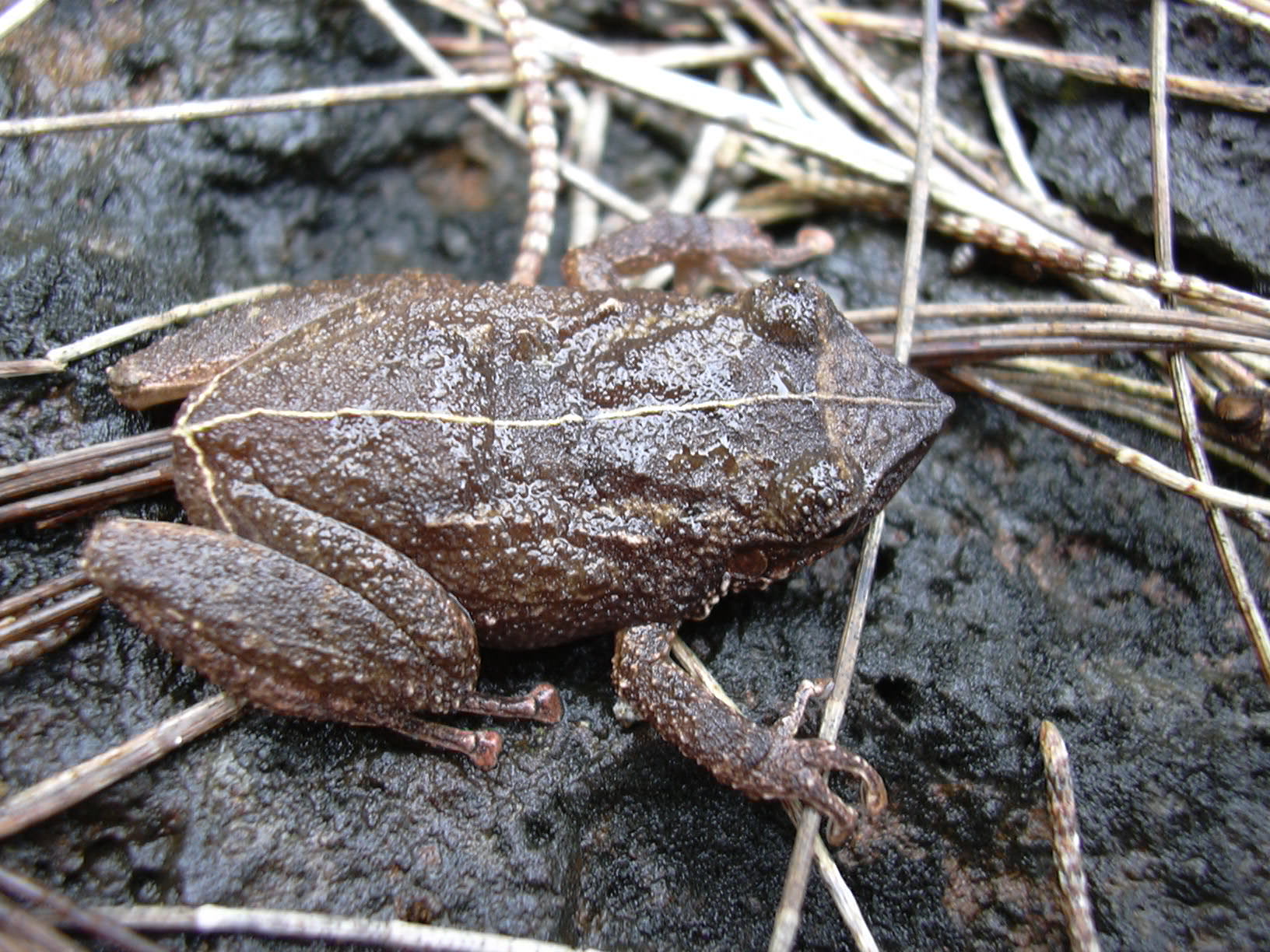

Eleutherodactylus coqui são nativos das ilhas de Porto Rico, Vieques e Culebra, onde são comuns e abundantes; a única exceção notável ocorre nas florestas secas porto-riquenhas, onde a espécie é mais rara. É o sapo mais abundante em Porto Rico, com densidades estimadas em 20 mil indivíduos por hectare. As densidades variam dependendo da estação e do habitat. Geralmente, as densidades são mais altas durante a segunda metade da estação chuvosa e diminuem durante a estação seca. A espécie é considerada um generalista de habitat, ocorrendo numa ampla gama de habitats, incluindo florestas de folhas largas mésicas, montanhas e áreas urbanas, encontradas em bromélias, buracos de árvores e sob troncos, rochas ou lixo. Os São frequentemente encontrados em coabitação com humanos. Por causa de seu uso irrestrito de habitat, pode ser comumente encontrado em casas e parques. São encontrados em habitats naturais, incluindo a floresta humana de montanha em altitudes inferiores a 1 200 metros e na floresta seca. São encontrados especificamente no subsolo das florestas em todas as elevações até o dossel.

### Distribuição como espécie invasora
A espécie foi introduzida na Colômbia, Havaí nos Estados Unidos e nas Ilhas Virgens. Tornou-se espécie invasora densamente povoada nas ilhas havaianas, onde foi acidentalmente introduzida no final da década de 1980, provavelmente como clandestina em vasos de plantas, e rapidamente se estabeleceu em todas as quatro ilhas principais. Agora é considerada uma espécie de praga pelo Estado do Havaí, e está na lista 100 das espécies exóticas invasoras mais daninhas do mundo. Como espécie invasora, pode atingir até 91 mil indivíduos por hectare, quase 5 vezes sua densidade máxima em Porto Rico. Densidades mais altas em sua área invadida provavelmente são reforçadas por uma liberação de predadores nativos, falta de competidores interespecíficos e disponibilidade abundante de alimentos. No Havaí, foram encontrados a no máximo 1 170 metros (3 840 pés) acima do nível do mar. Eles foram introduzidos anteriormente na República Dominicana.
|                                                    | Som de. E. coqui |
| Problemas para escutar este arquivo? Veja a ajuda. |                  |

Eleutherodactylus coqui em áreas onde sua densidade excede 51 mil indivíduos por hectare podem consumir mais de 300 mil invertebrados por noite. Por causa de suas grandes populações, o Havaí se preocupa com os impactos econômicos e ecológicos. Custa atualmente a este estado cerca de 3 milhões de dólares por ano. Sua disseminação tem sido comumente através do comércio de viveiros e, como resultado, muitas pessoas relutam em comprar plantas de viveiros que possam estar infectados. Esses começaram a realizar quarentenas e desinfestações para melhorar suas perspectivas. Também afetam os valores dos imóveis em bairros residenciais, pois muitos se abstêm de comprar casas onde seu sono seria perturbado pela chamada de até 73 dB do Eleutherodactylus coqui.

## Dieta

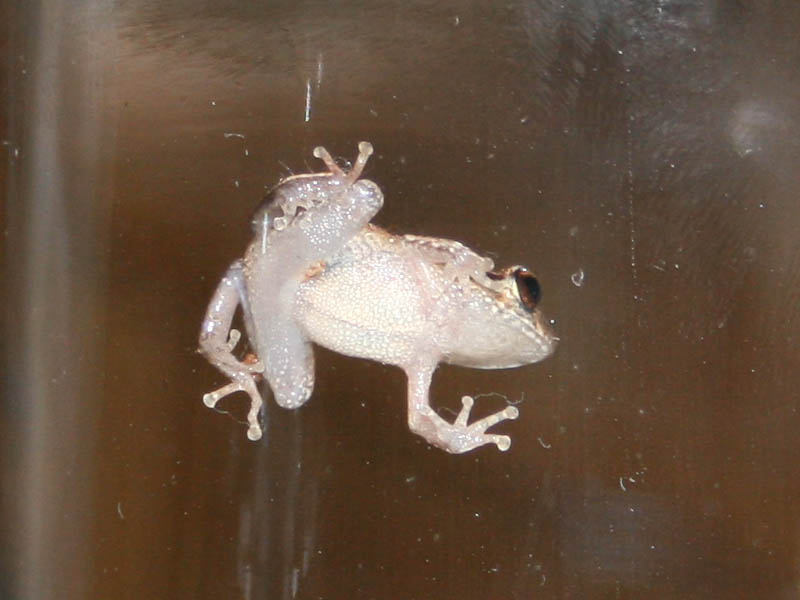

Eleutherodactylus coqui é um predador noturno generalista, que pode consumir, como população, 114 mil invertebrados a cada noite por hectare. As dietas variam dependendo da idade e tamanho, mas são compostas principalmente de artrópodes. Os juvenis consomem presas menores, como formigas, enquanto os adultos consomem dietas mais variadas que incluem aranhas, mariposas, grilos, caracóis e pequenos sapos. Os machos vocalizadores comem menos presas do que os machos quietos, que consomem a maior parte de sua comida à meia-noite, enquanto os machos vocalizadores comem apenas 18% de sua comida na mesma hora.

## Reprodução
Eleutherodactylus coqui se reproduzem durante todo o ano, mas a atividade de reprodução atinge o pico na estação chuvosa. As fêmeas geralmente colocam entre 16 e 40 ovos, quatro a seis vezes por ano, em intervalos de cerca de oito semanas. Os ovos são protegidos de predadores – outros Eleutherodactylus coqui e caracóis Subulina – pelos machos. Ao contrário da maioria das rãs, que põem seus ovos na água, põem seus ovos em folhas de palmeiras ou outras plantas terrestres. Ninhos de pássaros abandonados também são usados como ninhos. Cambacica (Coereba flaveola), o bicudo-porto-riquenho (Melopyrrha portoricensis) e o toda-porto-riquenha (Todus mexicanus) compartilham ninhos com ele. Este método de reprodução permite que viva em florestas, montanhas e outros habitats sem dependência direta da água. Como os ovos são postos em terra, ignoram o estágio de girino, desenvolvendo membros dentro de seus ovos, em vez de passar por uma metamorfose como larva na água. Assim, uma rã totalmente independente emerge do ovo, com uma pequena cauda que se perde logo depois. Este estágio de desenvolvimento direto permitiu que Eleutherodactylus coqui se tornasse colonizador terrestre de sucesso em áreas tropicais. Os ovos eclodem em oito semanas e atingem a maturidade reprodutiva em um ano. Libera seus filhotes do ovo usando dente de ovo que o gênero Eleutherodactylus forma. Tanto os machos quanto as fêmeas combatem os intrusos de seus ninhos pulando, perseguindo e às vezes mordendo. Os machos são os principais cuidadores dos ovos. Oferecem proteção e ambientes úmidos através do contato com a pele. Eles sairão durante períodos muito secos para coletar mais umidade para seus descendentes. Os machos começam suas chamadas de acasalamento empoleirando-se acima do nível do solo.